# Calle Pujades

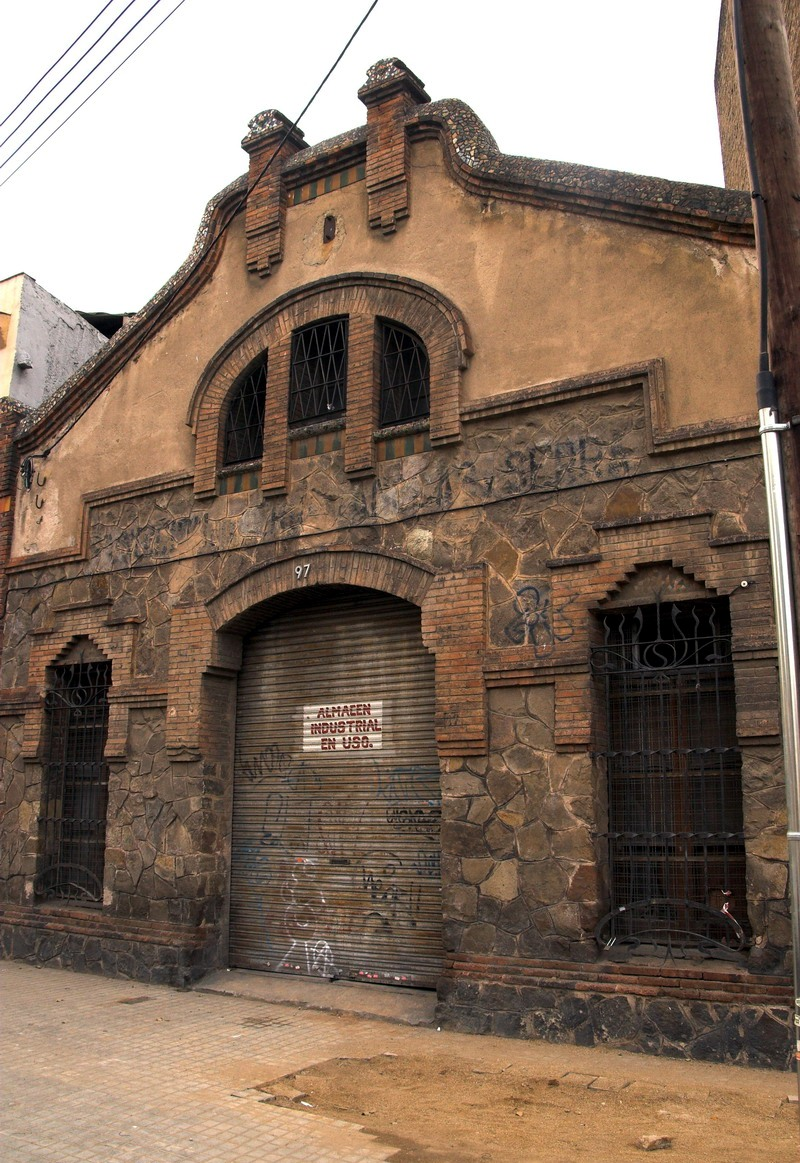
Ejemplo de la herencia industrial de la calle; este almacén fue diseñado por Joaquim Raspall.

La calle de Pujades (en catalán, carrer Pujades /kaˈrɛ puˈʒaðəs/ antes de 1900, Pujadas) de Barcelona es una de las calles principales del barrio de Pueblo Nuevo, en el distrito de  Sant Martí. Su nombre es en honor al historiador catalán Jerónimo Pujades, del siglo XVI. 
La calle comienza en el cruce de la avenida Meridiana (que también comienza aquí) con la calle Wellington, y acaba 2'7 km al noreste, en el cruce con la calle Selva de Mar. Entre la avenida Meridiana y el paseo Picasso (el tramo que linda con el parque de la Ciudadela) la calle se denomina Paseo Pujades; aunque se considera la misma calle, tiene una numeración distinta. 
La calle Pujades es una de las calles hipodámicas del Plan Cerdá, paralela a la playa. En el proyecto urbano de Ildefonso Cerdá, iba a ser nombrada Calle U.
Cuando en 2001 se crea el distrito financiero 22@, la calle Pujades se convierte en una de sus principales vías de tráfico rodado. Anteriormente, esta área era una importante zona industrial («El Mánchester Catalán»), y aún es posible ver edificaciones industriales de los siglos XIX y XX.

## Transporte
La línea 4 del metro de Barcelona sigue bajo tierra un tramo largo de la calle Pujades, desde la estación de Bogatell, Llacuna, Poblenou y hasta Selva de Mar.
También la línea H14 del autobús recorre esta calle.